# Giuseppe Zaccariello
Giuseppe Zaccariello, né en 1930 à Sassuolo en Émilie-Romagne, est un scénariste et producteur de cinéma italien.

## Biographie
Giuseppe Zaccariello commence son activité d'entrepreneur dans l'industrie du carrelage et a l'opportunité d'entrer dans le milieu de la production et de commencer sa carrière dans le cinéma à la fin des années 1960.
En 1967, il fonde la société de production Cemofilm à Sassuolo et produit des films tels que À chacun son dû d'Elio Petri et Escalation de Roberto Faenza.
En 1969, il réalise deux longs métrages sous le pseudonyme de Josef Zachar. Plus tard, il utilisera le pseudonyme de Joseph McLee en tant que scénariste,.

## Vie privée
Son fils Andrea Zaccariello (it), né en 1966, est réalisateur et scénariste.

## Filmographie

### Producteur
- 1967 : À chacun son dû (A ciascuno il suo) d'Elio Petri
- 1968 : Tire, Django, tire (Spara, Gringo, spara) de Bruno Corbucci
- 1968 : Escalation de Roberto Faenza
- 1969 : Eat It de Francesco Casaretti
- 1969 : Le Duo de la mort (Femina ridens) de Piero Schivazappa
- 1970 : Crepa padrone, crepa tranquillo de Jacques Deray et Piero Schivazappa (film inachevé)
- 1971 : La grande scrofa nera de Filippo Ottoni
- 1971 : La Baie sanglante (Ecologia del delitto) de Mario Bava
- 1972 : Les Émotions d'un jeune voyeur (Diabólica malicia) d'Andrea Bianchi et James Kelley
- 1973 : Il figlioccio del padrino (it) de Mariano Laurenti
- 1974 : Di mamma non ce n'è una sola (it) d'Alfredo Giannetti
- 1976 : Les Déportées de la section spéciale SS (Le deportate della sezione speciale SS) de Rino Di Silvestro
- 1978 : Durs à mourir (Duri a morire) de Joe D'Amato
- 1982 : È forte un casino! (it) d'Alessandro Metz (it)

### Scénariste
- 1969 : Le Duo de la mort (Femina ridens) de Piero Schivazappa
- 1970 : Crepa padrone, crepa tranquillo de Jacques Deray et Piero Schivazappa (film inachevé)
- 1971 : La Baie sanglante (Ecologia del delitto) de Mario Bava
- 1978 : Durs à mourir (Duri a morire) de Joe D'Amato

### Réalisateur
- 1969 : Les Vierges folichonnes (Komm, liebe Maid und mache)
- 1969 : Les petites chattes sont toutes gourmandes (Alle Kätzchen naschen gern)